# 花田裕之
花田 裕之（はなだ ひろゆき、1960年6月20日 - ）は、日本の音楽家。福岡県北九州市出身。福岡県立八幡中央高等学校卒業。

## 略歴
1979年、大江慎也（ボーカル&ギター）、井上富雄（ベース）、池畑潤二（ドラム）らと共にルースターズ結成。当初花田の担当はギターだったが、大江が体調不良により脱退したのを機にボーカルを兼任することになった。1988年、渋谷公会堂でのライブを最後にルースターズ解散。1990年に東芝EMIに移籍、ソロシンガーとして活動開始。布袋寅泰とのコラボレーションの他に、山本耀司のファッションショーにてファッションモデルとしての活動も行った。
2003年、下山淳（ギター）、井上富雄、池畑潤二とともに、ロックンロール・ジプシーズを結成（のちに井上は脱退、市川勝也が参加）。以降、ロックンロール・ジプシーズの他、大西ツル（ギター）、井上富雄、椎野恭一（ドラム）との花田バンド（2008年にband HANADAに改名）やソロでの弾き語りツアー「流れ」、2013年より、フジロックフェスティバルにてROUTE17 Rock''n''Roll ORCHESTRA、苗場音楽突撃隊に参加。 他のミュージシャンとのセッションなど多様な活動を継続している。

## ディスコグラフィ

### アルバム
ソロ
1. Riff Rough （1990年5月16日）
2. MY LIFE （1992年2月26日）
3. ALL OR NOTHIN' （1993年1月27日）
4. OPEN YOUR EYES （1994年1月26日）
5. Rock'n'Roll Gypsies （1995年1月25日）
6. RENT-A-SONG （1995年9月27日）
7. 風が吹いてきた （1996年5月29日）
8. SONG FOR YOU （1998年3月25日）
9. NOTHIN' ON （2001年9月27日）
10. Live at gallery SOAP （2002年7月）
11. NOWADAYS （2004年7月28日）
12. SOLO WORKS 1990-1998（2005年7月21日）ベスト・アルバム
13. NASTY WIND （2005年9月28日）
14. NAGARE at SOAP 2007 （2008年5月8日）

band HANADA
1. Live Rollin'（2008年12月7日）
2. ROADSIDE（2017年04月12日）

ROCK'N'ROLL GYPSIES
- 『WHO THE FUCK IS THE ROOSTER?』2002.2.22
- 『ROCKERS』オリジナル・サウンドトラック 2003 - ROCK'N' ROLL GYPSIESで1曲、ROCK'N' ROLL GYPSIES feat.RYOJIで1曲、ROCK'N' ROLL GYPSIES feat.中村俊介で6曲参加。

- 『I -FIRST-』2003.06.18

DISC 1 (CD)
1. Lazy sun
2. GOOD TIME (TO LOVE YOU)
3. NATURAL POWERED 1
4. TRUCKIN'
5. NO TIME
6. Old Guitar
7. RELIABLE MAN
8. Ho Train Boogie
9. Let'em roll
10. N.W.O.
11. 揺れる陽炎の彼方に
12. いつものこと

DISC 2 (DVD)　～Live at shinjuku liquid room 2003.3.30
1. FOOL FOR YOU
2. FADE AWAY
3. BYE BYE MY GIRL

- 『Colla BO GUMBOS Vol.1』 2005.01.26  - BO GUMBOSトリビュート・アルバム
  - 「夜のドライブ」 - 甲本ヒロト & ROCK'N' ROLL GYPSIES

- 『ROCK'N'ROLL GYPSIES II』 2005.11.30

DISC 1 (CD)
1. Muddy Man
2. 只の夢
3. 光
4. Hangfire
5. GOAL
6. 風の跡
7. 瞳
8. LUCKY LOVE
9. Hallelujah Lord
10. Junk! Junk! Junk?
11. Hey DJ
12. 此岸のほとり

DISC 2 (DVD)　'05.05.29 日比谷野外音楽堂“MAZRIの祭”より
1. NATURAL POWERED 1
2. NO TIME
3. TRUCKIN'

- 『Same Old BackBeat～Live at LIQUIDROOM ebisu 2006.11.24～』

1. Frame Up Boogie
2. TRUCKIN'
3. 風の跡
4. N.W.O.
5. LUCKY LOVE
6. Old Guitar
7. 瞳
8. Junk! Junk! Junk?
9. NATURAL POWERED 1
10. NO TIME
11. 只の夢
12. LAZY SUN
13. 光
14. MUDDY MAN
15. 再現出来ないジグソー・パズル
16. PASSENGER

- 『ROCK'N'ROLL GYPSIES III』 2010.7.28 -ルースターズの「Crazy Romance」「Oh!My GOD」のセルフカバー2曲を含む全10曲収録。

1. そろそろ
2. OH! MY GOD
3. 渇く夜
4. 穏やかな時へ
5. RRGブルース
6. そんなとこ
7. CRAZY ROMANCE
8. 黒の女
9. WORK IT OUT
10. A SUNNY PLACE

- 『ROCK'N'ROLL GYPSIES IV』2016.04.11

1. あきれるぐらい
2. Miles Away
3. Till dawn
4. 空っぽの街から
5. You'll lose your mind and play it.
6. You won't be my friend
7. 危険な日常
8. dis agreed
9. 汽車はただ駅を過ぎる(live)
10. 渇く夜(live)
11. Ho Train BOOGIE(LIVE)

- 『ROCK'N'ROLL GYPSIES Just For Live at KYOTO takutaku』-2019.8.30- <RRG RECORDS>

1. 風の跡
2. Crazy Romance
3. You won't be my Friend
4. 危険な日常
5. 光
6. Bumble Bee Twist
7. 只の夢
8. 渇く夜
9. Ho Train Boogie
10. 黒の女
11. Honey Bee
12. Lucky Love
13. Natural Powered 1
14. TRUCKIN'
15. 空っぽの街から
16. Living On The Borderland